# Михайловський район (Алтайський край)
Миха́йловський район (рос. Михайловский район) — район у складі Алтайського краю Російської Федерації.
Адміністративний центр — село Михайловське.

## Історія
Район утворений 1941 року із частини Ключівського району.

## Населення
Населення — 19295 осіб (2019; 21211 в 2010, 23797 у 2002).

## Адміністративний поділ
Район адміністративно поділяється на 1 міське поселення та 7 сільських поселень (сільрад):
| Поселення                     | Площа, км² | Населення, осіб (2002) | Населення, осіб (2010) | Населення, осіб (2019) | Центр          | Населені пункти |
| ----------------------------- | ---------- | ---------------------- | ---------------------- | ---------------------- | -------------- | --------------- |
| Малиновоозерська селищна рада | 48,65      | 4133                   | 3586                   | 2990                   | Малинове Озеро | 1               |
| Ащегульська сільська рада     | 160,21     | 642                    | 424                    | 332                    | Ащегуль        | 1               |
| Бастанська сільська рада      | 491,28     | 1270                   | 1043                   | 858                    | Бастан         | 1               |
| Михайловська сільська рада    | 1062,05    | 11558                  | 11020                  | 10658                  | Михайловське   | 1               |
| Назаровська сільська рада     | 137,34     | 637                    | 563                    | 514                    | Назаровка      | 1               |
| Ніколаєвська сільська рада    | 460,00     | 1799                   | 1351                   | 1029                   | Ніколаєвка     | 4               |
| Полуямська сільська рада      | 232,00     | 1077                   | 940                    | 795                    | Полуямки       | 1               |
| Рокитівська сільська рада     | 522,15     | 2681                   | 2284                   | 2119                   | Рокити         | 1               |

## Найбільші населені пункти
Нижче подано список населених пунктів з чисельністю населенням понад 1000 осіб:
| № | Населений пункт | Населення, осіб (2002) | Населення, осіб (2010) |
| - | --------------- | ---------------------- | ---------------------- |
| 1 | Михайловське    | 11558                  | 11020                  |
| 2 | Малинове Озеро  | 4133                   | 3586                   |
| 3 | Рокити          | 2681                   | 2284                   |
| 4 | Ніколаєвка      | 1382                   | 1092                   |
| 5 | Бастан          | 1270                   | 1043                   |